# Parastrophia
Parastrophia là một chi ốc biển nhỏ, là động vật thân mềm chân bụng sống ở biển trong họ Caecidae.

## Các loài
Các loài trong chi Parastrophia gồm có:
- Parastrophia asturiana de Folin, 1870[2]